# Amorio

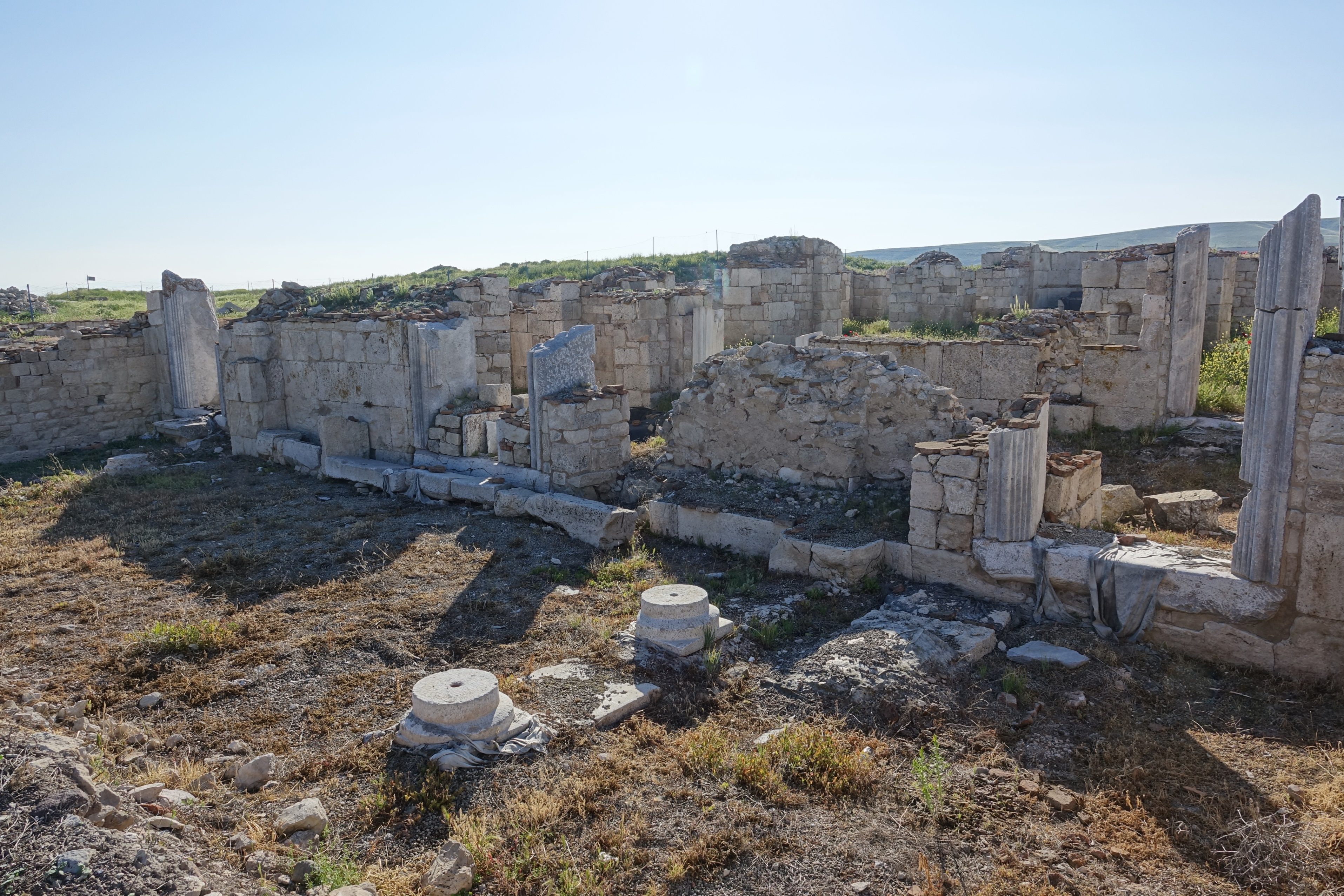
Ruinas de Amorio.

Amorio (en latín, Amorium; en griego, Ἀμόριον; en árabe, Ammuriyya; en sirio, Amurin) fue una ciudad de Frigia fundada en el siglo I a. C. Estaba situada en el sudeste de Dorilea y al sudoeste de Ancira (Ankara).
Fue fortificada por el emperador Zenón alrededor del 480.
En el año 644 (o en el 646 según otras fuentes) sufrió el primer ataque árabe conocido. Posteriormente Abd al-Rahman ben Jalid ben al-Walid volvió a atacarla en el 666 y la ocupó temporalmente. En 669 volvió a ser ocupada durante la expedición de Yazid a Constantinopla, pero reconquistada por el general bizantino Andreas. Muhammad Ibn-Marwan y Maslama ben Abd al-Malik Ibn-Marwan volvieron a ocuparla de forma temporal en una expedición en 708 y derrotaron al ejército bizantino delante de las puertas de la ciudad. En el 716 fue ocupada de nuevo por Maslama en su ataque a Constantinopla, pero León el Isaurino expulsó a los árabes un par de años después y la fortificó.
En el 741 se refugió el emperador Constantino V durante la revuelta de Artabasdo. Un ataque árabe fue rechazado en el 779 y en 797 vuelve a ser atacada sin éxito otra vez por el ejército árabe comandado por Al-Hasan ibn Kahtaba.
En el 820 Miguel fue proclamado emperador, y es el origen de la dinastía de emperadores de Amorio. En 838 los armenios y los árabes se toman venganza por su ataque a Armenia un año antes y entran en territorio bizantino asediando durante doce días Amorio, que finalmente fue ocupada y saqueada el (16 de agosto del 838). Esta expedición fue dirigida personalmente por el califa Al-Mutasim. El 6 de marzo del 845, cuarenta y dos prisioneros de Amorio fueron ejecutados en Samarra, a los que los bizantinos consideraron mártires. Al-Mutasim hizo reconstruir la ciudad.
El 931 el emir de Tars Thamal, atacó la ciudad dejándola maltrecha. El 978, el general Bardas Esclero fue derrotado por Bardas Focas, enviado para detenerle, cerca de Amorio.
En el 1068 los turcos atacaron y saquearon Amorio y Neocesarea. El emperador romano marchó a Capadocia y expulsó a los turcos un año después, aunque volvieron en el 1071 después de la batalla de Manzikert.
El 1116 estaba en poder de los selyúcidas, que la habían ocupado anteriormente en fecha desconocida. Después desaparece y se convierte en una pequeña ciudad bajo dominio otomano mencionada como Hirsacik en el 1516. En el año 1892 se fundó a las afueras la villa de Hisarkoy. Las ruinas de la antigua Amorio las descubrió el inglés Hamilton a 12 km al este de Ermidag (Aziziyya) cerca de las localidades de Hamza Hacil i Hisar, en un lugar que los lugareños denominaban Hergan Kale, y ahora son conocidas como las ruinas de Asar o Kale.